# Евдокимов, Валерий Андреевич
Валерий Андреевич Евдокимов (16 сентября 1938, Москва	— 7 февраля 2024, Москва) — советский и российский скульптор, академик Российской академии художеств (2007). Народный художник Российской Федерации (2003).

## Биография
Родился 16 сентября 1938 года в Москве.
В 1965 году — окончил Московский государственный академический художественный институт имени В. И. Сурикова, мастерская скульптуры профессора Н. В. Томского и профессора М. Ф. Бабурина.
С 1970 года — член Союза художников СССР, России.
С 1976 по 1989 годы — председатель секции скульптуры Московского областного отделения Союза художников СССР.
С 1976 по 2019 годы — член скульптурной комиссии Союза художников СССР, России.
С 1990 по 2019 годы — куратор Дома творчества имени Д. Н. Кардовского Союза художников России.
В 2002 году — избран членом-корреспондентом, в 2007 году — академиком Российской академии художеств.
В 2018 году стал почётным профессором Ивановского государственного энергетического университета.

## Творческая деятельность
Основные произведения: «Концерт С. Рихтера» (1979 г., Бронза, гранит; высота 75 см. Музей современного искусства, Москва), «Pieta» (1990 г. Шамот; высота 70 см), «Вечный путь» (1995 г. Мрамор; высота 1,78 м. Государственная Третьяковская галерея), «MYSTERY» (1997—1998. Гранит; высота 3,2 м. Хуннебостранд, Швеция), «PIETA» (1999—2000. Гранит; высота 2,3 м. Герлесборг, Швеция), «INFINITY» (2001—2011. Гранит; высота 3,4 м. Трольхеттан, Швеция), Памятник Ф. М. Достоевскому в Таллине, Эстония (2002 г. Гранит; высота 3,5 м), «Дуэт. М.Воскресенский и А.Князев» (2000 г. Бронза, гранит; высота 62 см), «Концерт А. Князева» (2004 г. Бронза, гранит; высота 84 см), «Cosmos III» (2002 г. Известняк; высота 2,2 м. Крылатское, Москва).
Станковые произведения находятся в музеях и частных коллекциях в России и за рубежом.

## Награды
- Орден Дружбы (2018)[1]
- Медаль «За трудовую доблесть» (1986)
- Медаль «Ветеран труда» (1988)
- Медаль «В память 850-летия Москвы» (1997)
- Народный художник Российской Федерации (2003)[2]
- Заслуженный художник Российской Федерации (1993)[3]
- Первая премия ЦК ВЛКСМ (1970, за работу «Кузнецы»), Вторая премия ЦК ВЛКСМ (1972, за работу «Штамповщица»)
- Первая премия на Всероссийском симпозиуме по скульптуре (1988, г. Подольск)
- Первая премия на Международном конкурсе «International Art Prize-97» (Италия)
- Премия I степени Центрального Федерального округа в области литературы и искусства (2005)
- награды Российской академии художеств